# زایاچیه
زایاچیه (انگلیسی: Zayachye) یک شهرک در بخش کوروچانسکی استان بلگورود کشور روسیه است.